# Преображение Господне (Сотирас)
„Преображение Господне“ (на гръцки: Ιερός Ναός Μεταμόρφωσης Σωτήρα) е възрожденска православна църква край село Сотирас на остров Тасос, Егейска Македония, Гърция, част от Филипийската, Неаполска и Тасоска епархия на Вселенската патриаршия.

## История
Храмът е разположен в южната част на селото. Има надпис над входа, втори на западния ъгъл на южната стена и трети на североизточния ъгъл на източната, които дават хронологията 1890 година. Построена е върху по-стар храм „Рождество Христово“ от 1805 година, чийто ктиторски надпис е вграден в подпорната стена, вдясно от входа: „ΚΤΗΤΟΡΑΣ / ΑΝ∆ΟΝΗ / ∆ΗΜΗΤΡΙ / ΕΤΟΣ 1805“. На Рождество Христово е посветена и главната църква на Кушнишкия манастир, който е имал метох в селото, вероятно тази църква. В 1806 година управителят на каза Тасос Мехмед Саид позволява ремонт на мебелите, стените и иконите на храма, вероятно пострадали от пожар. Старата църква изгаря или е разрушена след 1883 година.
Храмът е изграден от епирски майстори с парите на жителите, както и на хора от целия остров и на кавалския търговец Спирос Секердзис и първенеца от Ксантийско Логотетис, благодетел на болницата Благовещение в Кавала. Свещеник по време на строежа е отец Стилианос. Още през 1870 година за строеж на храма Ватопедският манастир отпуска 40 гроша, а в 1890 година още 40. Църквата отваря врати на Рождество Христово 1890 година.

## Архитектура
В архитектурно отношение е трикорабна базилика куполче, притвор и женска църква над него и над западната част на наоса. Куполът вероятно е добавен през 1907 година по инициатива на свещеника Стилианос. Наосът има външни размери 16,36 / 11,72 m, площта му е 191,74 m2. Изграден е от камък с дебелина на стените 0,85 m в наоса, 0,90 m на западната стена на екзонартеска и 0,50 m на другите две. Входът на наоса е през екзонартекса чрез двойна врата. Екзонартексът е широк 2,68 m и има три сводести отвори на западната страна, като централният е вход.
Вътрешните размери на наоса са 10,02 / 12,23 m. Трите кораба са разделени от две колонади от по четири колони. Пета двойка е под женската църква. Осветлението става през сводестите прозорци на купола и през един прозорец на покрива в центъра на източната част. На южната стена има два прозореца и още един в олтара. Други три прозореца има на северната стена и два на запад към екзонартекса. Накрая четири прозорци отворени и галерията. Две други прозорци формат Четирилистна детелина с рамки от варовик, разположен над арката в средата на предната част, над три прозорците на западната стена на галерията. Женската църква също има четири прозореца.
Олтарното пространство е повдигнато с една стъпка. Иконостасът има резбован парапет, зона на царските икони, зона с цветя, 22 по-малки икони, зона със змейове, зона с 9 икони и накрая змей и разпятие. От север царските икони са „Свети Димитър“, северна врата със Свети Спиридон и два надписа, левият: „Αυτή η Αγία εικών του Αγίου / Σπυρίδωνος έχει χάριν / εκ Θεού του απομακρύνειν την / νόσον ευλογίαν του μετά πί / στεως επικαλουμένω“, а десният: „δέησις του δούλου του Θεού / Αβακούμ μοναχού και εις / μνημόσυνον αυτού / εν Αγίω Όρει του Άθω 1896“, „Успение Богородично“, „Въведение Богородично“, „Възкресение Господне“, „Света Богородица“ с надпис: „Δέησις του δούλου του Θεού Παναγιώτη“, царските двери с Христос и надпис: „έργον Αδελφότητος Θεοφαναίων Αγίου Όρους, σκήτη Καυσοκαλυβίων έτος 1915“, „Свети Йоан Предтеча“, „Свети Харалампий и Свети Николай“, „Тримата йерарси“, южната врата с Архангел Михаил и „Свети Георги“.
Апсидата е полушестоъгълна със слепи арки. В средата има двоен прозорец с железни пръчки. Трите конхи са полукръгли и засводени. Подът на наоса е от циментови плочи. Владишкият трон е резбован, както и кръглият амвон, който е украсен с листа, лози и плодове. Вътрешно дървено стълбище и външно в камбанарията водят до женската църква. Парапетът е таблен, а таванът е дървен. Камбанарията е изградена по-късно на юг в близост до югозападния ъгъл.
В храма се пазят евангелия, минеи и други литургични книги, печатани във Венеция в 1748, 1774, 1795 година.